# Daniel Abt

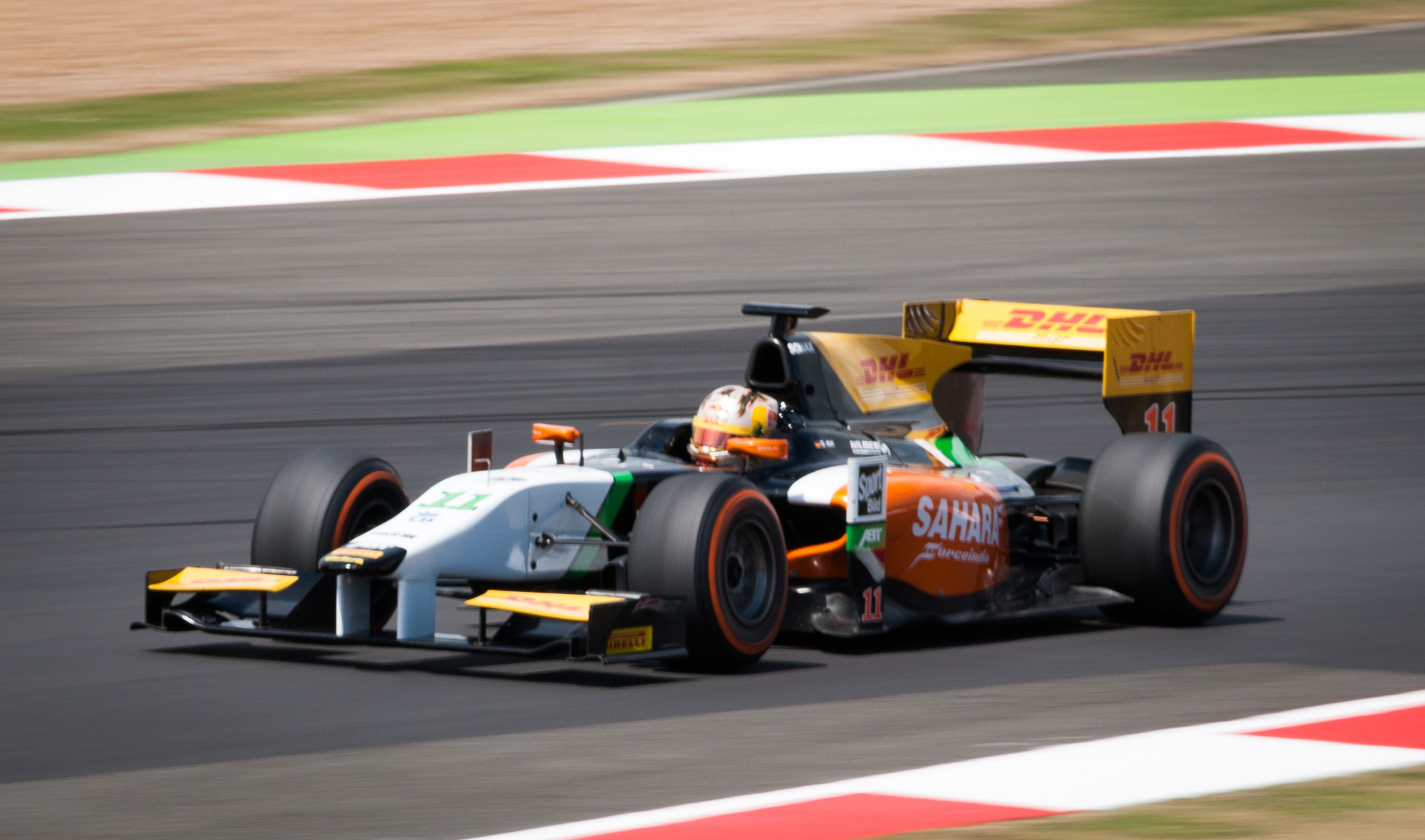
Abt på Silverstone Circuit.

Daniel Abt, född den 3 december 1992 i Kempten, är en tysk racerförare som kör för Audi Sport ABT Schaeffler i Formel E. 
Han är son till Hans-Jürgen Abt och brorson till Christian Abt. Abt startade sin formelbilskarriär 2008 med att tävla för sin fars team, Abt Sportsline, i ADAC Formel Masters. Han fortsatte i serien 2009 och lyckades då vinna mästerskapet. 2010 blev han tvåa i det tyska F3-mästerskapet och 2011 blev han sjua i Formula 3 Euro Series. 2012 blev han tvåa i GP3 Series och gjorde även ett inhopp i Formula Renault 3.5 Series. Mellan 2013 och 2014 tävlade han i GP2 Series, dock utan att göra några särskilt bra resultat. 2014/2015 tävlade han i Formel E, vilket han fortsätter med 2015/2016.